# Adachi, Tokyo
Adachi (tiếng Nhật: 足立区, đọc là A-đa-chi) là một trong các khu đặc biệt của Tokyo, Nhật Bản. Quận này nằm ở phía bắc của trung tâm Tokyo. Khu này bao gồm 2 khu vực riêng biệt: một dải đất giữa sông Sumida và sông Arakawa và một khu vực rộng hơn về phía bắc của sông Arakawa. Khu này giáp các thành phố Kawaguchi, Hatogaya, Sōka và Yashio ở Saitama và Katsushika, Sumida, Arakawa và Kita ở Tokyo.
Adachi có quan hệ kết nghĩa: Belmont, Australia. Còn ở Nhật Bản, khu này có quan hệ kết nghĩa với thành phố Uonuma (trước đây là thị xã của Koide) ở tỉnh Niigata, Yamanouchi ở tỉnh Nagano, và thành phố Kanuma ở tỉnh Tochigi.
Đến ngày 1 tháng 4 năm 2008, khu này có dân số khoảng 654.466 người với mật độ dân số 12140 người/km². Diện tích là 53,20 km².

## Nhân vật
- Asano Atsuko, nữ diễn viên
- Hirano Kōta, họa sĩ mangaka
- Ogawa Mayumi, nữ diễn viên
- Morohoshi Daijiro, họa sĩ mangaka
- Kimura Kaela, ca sĩ kiêm người mẫu
- Kitano Masaru, tarento và người dẫn chương trình TV
- Beat Takeshi, tarento, diễn viên, đạo diện, em trai của Masaru Kitano
- Tanaka Yoshiko, nữ diễn viên
- Tochiazuma Daisuke, ozeki trong sumo
- Back-on, ban nhạc rock

## Liên kết ngoài

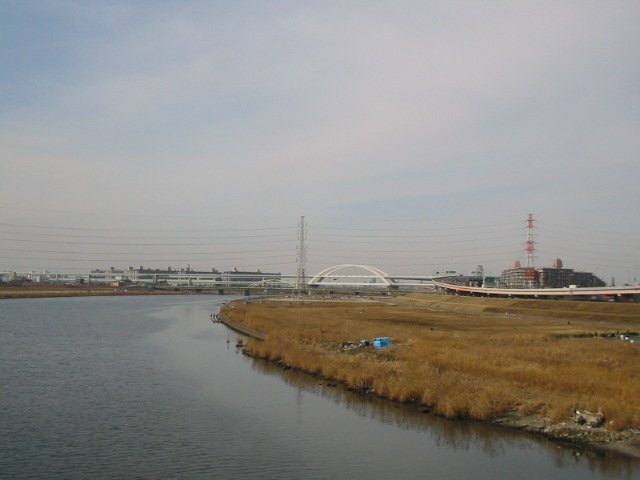
sông Arakawa.